# Pape Seydou N'Diaye
Pape Seydou N'Diaye (né le 11 février 1993 au Sénégal) est un joueur de football international sénégalais, qui évolue au poste de gardien de but.

## Biographie

### Carrière en club
Il joue un match de la Coupe de la confédération 1er tour match retour avec génération foot en 2018 puis 14 matchs en Coupe de la confédération 2020-2021 avec le Jaraaf atteignant les quarts de finale

### Carrière en sélection
Avec la sélection olympique, il participe à la Coupe d'Afrique des nations des moins de 23 ans 2015 qui se déroule dans son pays natal. Le Sénégal se classe quatrième du tournoi.
Il joue son premier match en équipe du Sénégal le 10 février 2016, en amical contre le Mexique (défaite 2-0).
Il participe ensuite à la Coupe d'Afrique des nations 2017 qui se déroule au Gabon.

## Palmarès
ASC Niarry Tally
- Championnat du Sénégal :
  - Vice-champion : 2015.

- Coupe du Sénégal (1) :
  - Vainqueur : 2016.